# Batizovské pleso
Batizovské pleso (deutsch Botzdorfer See, ungarisch Batizfalvi-tó, polnisch Batyżowiecki Staw) ist ein Gebirgssee (genauer ein Karsee) auf der slowakischen Seite der Hohen Tatra.
Er befindet sich am Südrand des Tals Batizovská dolina (deutsch Botzdorfer Tal) und seine Höhe beträgt 1884 m n.m. Seine Fläche liegt bei 34.775 m², er misst 288 × 160 m und ist bis zu 10,5 m tief. Durch den See fließt der Batizovský potok (deutsch Botzdorfer Bach), ein linksseitiger Zufluss des Velický potok im Einzugsgebiet des Poprad.
Der See übernahm den Talnamen und ist nach dem Ort Batizovce, der wiederum nach dem mittelalterlichen comes Batyz benannt worden ist.
Der Südufer ist durch den rot markierten Wanderweg Tatranská magistrála auf der Teilstrecke zwischen den Seen Popradské pleso und Velické pleso erschlossen, südwestlich des Sees kommt vom Tal ein gelb markierter Wanderweg von Vyšné Hágy und Štôla heraus. Ins Tal selbst führen keine offiziellen Wanderwege.